# マリベル・ラミレス
マリベル・ラミレス（Maribel Ramírez、1986年6月28日 - ）は、メキシコの女子プロボクサー。元WBA女子世界スーパーフライ級王者。

## 来歴
2009年7月2日、メヒコ州ネサワルコヨトルでタンツェット・ラミレスとデビュー戦を行い、3回TKO勝ちを収めデビュー戦を白星で飾った。
2009年11月17日、ドゥランゴ州ドゥランゴでノラ・カルドサと対戦し、4回判定で引き分けた。
2010年11月20日、ヌエボ・レオン州モンテレイのモンテレー・アリーナでWBC女子世界フライ級暫定王者マリアナ・フアレスと対戦し、プロ初黒星となる8回41秒KO負けを喫し王座獲得に失敗した。
2011年2月19日、モレロス州クアウトラでグアダルーペ・バウティスタと対戦し、6回判定勝ちを収め再起に成功した。
2011年4月23日、メヒコ州テスココのコリセウム・ドン・キングでWBC女子世界フライ級シルバー王者エスメラルダ・モレノと対戦し、10回0-3（91-98、2者が92-97）の判定負けを喫し王座獲得に失敗した。
2011年10月22日、トラスカラ州トラスカラ・デ・シコテンカトルでデリア・ロペスと対戦し、10回判定負けを喫した。
2012年4月26日、メキシコシティミゲル・イダルゴ区ポランコでヴェロニカ·ロドリゲスと対戦し、3-0の判定勝ちを収め再起に成功した。
2012年11月24日、メキシコシティのフォロ・ポランコでズリーナ・ムニョスとWBC女子世界スーパーフライ級王座決定戦を行い、10回0-3（3者とも94-96）の判定負けを喫し王座獲得に失敗した。
2013年3月12日、後楽園ホールでWBC女子世界ミニマム級王者藤岡奈穂子とライトフライ級契約8回戦を行い、4回1分30秒KO負けを喫した。
2013年8月3日、メヒコ州トルーカでWBC女子世界スーパーフライ級王者ズリーナ・ムニョスと対戦し、初回1分49秒KO負けを喫し8ヶ月ぶりの再戦でリベンジ出来ず王座獲得に失敗した。
2014年2月1日、メキシコシティのフォロ・ポランコでWBC女子世界ライトフライ級休養王者エスメラルダ・モレノとスーパーフライ級契約8回戦を行い、8回2-1（76-77、2者が77-75）の判定勝ちを収め2年10ヵ月ぶりの再戦でリベンジすると共に再起に成功した。
2014年11月23日、ペルーイカ県イカ市でWBA女子世界スーパーフライ級暫定王者リンダ・ルッカと対戦し、10回0-3（2者が94-96、93-97）の判定負けを喫し王座獲得に失敗した。  
2015年3月21日、チアパス州タパチュラのパレンケ・デ・ラ・フェリア・メソアメリカーナでジョセリン・アローヨ・ルイスとWBA女子世界ライトフライ級暫定王座決定戦を行い、10回1-2（95-94.5、94.5-96、94-98）の判定負けを喫し王座獲得に失敗した。
2016年5月20日、コロンビアアンティオキア県カウカシアのコリセオ・ムニシパルでWBA女子世界バンタム級暫定王者ダイアナ・コルデロと対戦し、7回KO負けを喫し王座獲得に失敗した。
2018年5月19日、WBA女子世界スーパーフライ級王者リンダ・ルッカに挑戦し、2-0判定で世界王座奪取に成功。
2022年6月24日、クララ・レスクラートと6度目の防衛戦に臨むも、1-2判定負けで王座陥落。
2025年1月17日、WBO女子世界スーパーフライ級王者晝田瑞希に挑戦。晝田は当初前年11月にWBOよりカーラ・アイレン・メリノとの対戦指令が下されたが、メリノが就労ビザを取得できなかったため対戦相手がラミレスに変更となり、UFCファイトパスを通じてグローバル配信されたこの試合は2回にダウンを奪われた後、4回に晝田のパンチでラミレスの左目上をカットし、8回に偶然のバッティングでラミレスの傷と出血が悪化したため8回42秒にドクターストップで試合終了となり、0-3（71−80×2、72-79）の負傷判定負けで王座返り咲きに失敗した。

## 戦績
30戦 15勝（3KO）11敗 4分

## 獲得タイトル
- 第8代WBA女子世界スーパーフライ級王座（防衛5）